# Jean-Michel Aphatie
Pour l’article ayant un titre homophone, voir Apathie.
Jean-Michel Aphatie, né le 8 septembre 1958 à Moncayolle-Larrory-Mendibieu (Pyrénées-Atlantiques), est un journaliste politique français.
Il travaille principalement sur la radio RTL de 2003 à 2015, tout en étant chroniqueur politique dans Le Grand Journal de Canal+ de 2006 à 2015. Il est ensuite employé successivement par les radios Europe 1, France Info puis de nouveau Europe 1. En 2019, il arrive à LCI comme éditorialiste dans la matinale de la chaîne d'informations.
Depuis le 4 septembre 2023, il est chroniqueur politique dans Quotidien sur TMC.

## Biographie

### Naissance, formation et débuts
Jean-Michel Aphatie est né le 8 septembre 1958 à Moncayolle-Larrory-Mendibieu dans les Pyrénées-Atlantiques.
Ayant eu son BEPC au rattrapage, Jean-Michel Aphatie quitte l'école à 14 ans et commence à travailler à 14 ans et demi dans l'épicerie-café que ses parents tiennent en gérance à Mauléon-Licharre, puis devient vendeur de voitures à Biarritz et garçon de café à Lourdes. 
Il découvre sa passion pour le journalisme politique avec l'élection de François Mitterrand à la présidence de la République française en 1981. Il reprend ses études et devient bachelier en 1982, à 24 ans. Il est ensuite diplômé de l'IUT de Bordeaux-Montaigne filière journalisme.

### Engagement politique
De 1982 à 1986, Jean-Michel Aphatie est membre du Parti socialiste. À l'origine, soutien de François Mitterrand, il prend position en faveur du courant social-démocrate mené par Michel Rocard, puis Jacques Delors, étant plus sévère envers Lionel Jospin.
En 1986, lors du mouvement contre le projet de loi Devaquet, alors étudiant en journalisme à Bordeaux, il était membre de la coordination étudiante.

### Vie privée
Il est marié avec Stéphanie Videau, qui travaille dans la communication, avec qui il a un garçon et une fille, nés dans les années 2000.

### Carrière professionnelle
Jean-Michel Aphatie est connu comme étant l'une des rares figures du paysage audiovisuel avec un accent régional,,.
Arrivé à Paris en 1986 avec la ferme intention d’être journaliste politique, Jean-Michel Aphatie travaille d'abord pour l'hebdomadaire Politis de 1988 à 1989, puis il collabore au quotidien Libération et au Journal du dimanche avant de rejoindre l'équipe de Fabien Roland-Lévy et Raphaëlle Bacqué en 1992 au Parisien. Après un passage par l'hebdomadaire L'Express de 1996 à 1998, il travaille pour le quotidien Le Monde durant dix mois.
À partir de 1999, Jean-Michel Aphatie se tourne vers la radio en travaillant à France Inter en tant que journaliste politique. En 2003, alors que le directeur de la station, Jean-Luc Hees, lui propose de prendre la tête du service politique, Jean-Michel Aphatie, déçu de ne pas pouvoir présenter également l’éditorial du matin rejoint RTL, pour y animer L'invité de RTL, une interview politique du lundi au vendredi à 7 h 50. À partir de septembre 2005, succédant à Ruth Elkrief, il coanime également l'interview dominicale du Grand Jury RTL-Le Monde-LCI (puis RTL-le Figaro-LCI à partir de septembre 2006).
Parallèlement, de janvier 2004 jusqu'à l'arrêt de l'émission en juin 2006, il est chroniqueur dans l'émission de Marc-Olivier Fogiel, On ne peut pas plaire à tout le monde, sur France 3. Depuis septembre 2006, il devient chroniqueur politique dans Le Grand Journal de Canal+.
À la rentrée de septembre 2008, tout en poursuivant ses interviews matinales et dominicales sur RTL ainsi que sa participation au Grand Journal, il devient chef du service politique et directeur adjoint de la rédaction de RTL. En octobre 2008, il reçoit avec Arlette Chabot le prix Roland Dorgelès, décerné à des journalistes pour leur attachement à la qualité de la langue française. Depuis janvier 2010, outre ses interventions sur RTL, il débat aussi sur la station toutes les semaines face à Alain Duhamel (Le face à face Aphatie-Duhamel).
En novembre 2011, il reçoit le prix Philippe-Caloni du meilleur intervieweur.
Durant la campagne pour l'élection présidentielle de 2012, il commente des romans-photos pour le magazine Gala.
En 2015, le salaire de Jean-Michel Aphatie est estimé à 21 000 euros par mois pour son travail au Grand Journal.
Avant l'été 2015, il annonce que la saison 11 du Grand Journal de Canal+ sera sa dernière. Après avoir officialisé son départ de RTL en mai 2015, il annonce son transfert à Europe 1, où il coanime l'émission Europe 1 Midi. Le 29 juin 2015, il est pressenti pour la présentation de l'interview politique de BFM TV à partir de la rentrée 2015, finalement, il se consacre uniquement à son émission Europe 1 Midi. Le 8 juillet 2016, il annonce qu'il quitte Europe 1 à la fin de l'émission.
À la rentrée de septembre 2016, il assure l'interview politique du matin sur la chaîne d'information en continu nouvellement créée France Info, recevant une personnalité politique de 8 h 30 à 9 heures ; l'émission est aussi retransmise simultanément sur la radio France Info. À partir d'octobre 2016, il rejoint également l’équipe de l'émission C l'hebdo sur France 5 comme chroniqueur. En mars 2018, il publie son essai La liberté de ma mère : Mai 68 au Pays Basque sur la plate-forme d'autoédition d'Amazon. Le 26 juin 2018, après avoir effectué ses interviews politiques matinales sur France Info durant deux ans, il revient sur Europe 1. Après une saison à l'édito politique sur Europe 1, il arrive dans la matinale de LCI pour un éditorial. Il intervenait déjà très régulièrement sur la chaîne.
Le 22 mai 2023, il quitte France 5 et LCI, et rejoint Quotidien, où il dispose de sa propre chronique politique chaque soir.
Intervenant régulièrement dans la matinale de RTL, il met en parallèle en février 2025 les massacres commis durant la conquête de l'Algérie par la France à celui d'Oradour-sur-Glane, considérant que la France avait « fait des centaines » de massacres de villages comme celui commis par les Allemands le 10 juin 1944, en référence aux exactions de l'armée française, notamment les enfumades du Dahra en 1845. Ces propos sont dénoncés par des responsables politiques de droite et d'extrême-droite et suscitent des signalements auprès de l'Autorité de régulation de la communication audiovisuelle et numérique (Arcom), mais leur base factuelle est confirmée par les historiens,. Mis temporairement en retrait de l'antenne le 5 mars par RTL, Jean-Michel Aphatie estime n'avoir commis aucune faute et décide de quitter RTL. Dans une décision rendue publique en mai 2025, l'Arcom pointe dans le parallèle dressé par l’éditorialiste un risque de « relativisation du nazisme ».

## Controverses

### Partialité lors de l'élection présidentielle française de 2012
En 2012, le documentaire DSK, Hollande, etc. réalisé par Pierre Carles, Julien Brygo, Nina Faure et Aurore Van Opstal, retrace la manière dont la presse a successivement soutenu les candidatures de Dominique Strauss-Kahn et François Hollande lors de l'élection présidentielle française de la même année et méprisé les candidats les moins bien placés dans les sondages. Le film montre notamment la réaction de Jean-Michel Aphatie, confronté à ses contradictions, lequel s'est estimé « piégé » par Julien Brygo, qui s'était fait passer pour un journaliste de la RTBF afin d'obtenir un entretien avec lui.

### Affaire Cahuzac
En 2013, pendant l'affaire Cahuzac, Jean-Michel Aphatie s'oppose à Edwy Plenel, cofondateur de Mediapart, journal qui accuse Jérôme Cahuzac de détenir un compte non déclaré en Suisse. Il demande à Mediapart de rendre publiques les « preuves », ce que refuse le site d'information au nom de la protection des sources, et déclare avoir recoupé ses informations.
Le 2 avril, Jérôme Cahuzac avoue avoir possédé ce compte non déclaré, confirmant les accusations de Mediapart. Jean-Michel Aphatie est moqué dès le lendemain par Les Guignols de l'info dans Le Grand Journal, sur les réseaux sociaux, ou encore par Sophia Aram sur France Inter. Le même jour, la députée européenne d'Europe Écologie Eva Joly l'accuse, alors qu'il l'interviewe, d'avoir « mis sa plume de chroniqueur au service des puissants » ; le lendemain, c'est le vice-président du Front national, Florian Philippot, qui lui fait remarquer qu'il n'est « pas le mieux placé » pour évoquer l'affaire Cahuzac. Selon le quotidien Le Monde, Jean-Michel Aphatie serait devenu sur les réseaux sociaux « le symbole conspué d'un journalisme « assis », au mieux inoffensif et inutile, au pire complice des pouvoirs ». Il affirme plus tard n'en avoir « jamais pris autant plein la tronche ».

## Prises de position

### Mouvement des Gilets Jaunes
Le 2 janvier 2019, Jean-Michel Aphatie affirme qu'Éric Drouet, figure du mouvement des Gilets jaunes, a voté pour Marine Le Pen en 2017 aux deux tours de l'élection présidentielle, ce que ce dernier dément pourtant formellement.
Dans un tweet du 6 mars 2019, il compare Michelle Bachelet, Haut-Commissaire des Nations unies aux droits de l'homme à une « sous-secrétaire désœuvrée », après que celle-ci a demandé à la France une enquête sur « l'usage excessif de la force » par la police française durant les manifestations organisés dans le cadre du mouvement des Gilets jaunes. Il est critiqué par une partie de la presse ainsi que par des élus politiques.

### Éric Zemmour
En 2019, il estime qu'il n'est pas normal qu'Éric Zemmour puisse encore s'exprimer alors que Dieudonné n'a plus droit à la parole, en invoquant le « deux poids - deux mesures » dans la sanction des discours antisémites et anti-musulmans, tout en citant les motifs pour lesquels ils ont été condamnés : « incitation à la haine raciale » pour Dieudonné, « incitation à la haine religieuse » pour Zemmour. En décembre 2019, il qualifie Éric Zemmour de « cochon de la pensée » et refuse de débattre avec lui sur CNews.

## Publications
- Liberté, égalité, réalité, Paris, Éditions Stock, 8 novembre 2006, 209 p. (ISBN 2-234-05977-1)
- On prend (presque) les mêmes et on recommence, Paris, Flammarion, 2016
- La liberté de ma mère : Mai 68 au Pays Basque, 2018
- Mon service militaire (récit), Paris, Flammarion, 2019, 224 p. (ISBN 978-2-08-149178-6, présentation en ligne)
- Le dernier cadeau du Général, Flammarion, 2020 (ISBN 978-2-08-020870-5)
- Les Amateurs Les coulisses d'un quinquennat, 2021  (ISBN 978-2080257420)